# Poslužitelj
Poslužitelj ili poslužnik (eng. server) je namjensko računalo ili softver koje šalje i prima podatke od mnogostrukih klijenata. Poslužitelji se klasificiraju po namjeni na sljedeće:
- web poslužitelj
- datotečni poslužitelj (file server)
- poslužitelj e-pošte
- poslužitelj za detektiranje štetnog softvera
- posrednički poslužitelj (proxy server).

Razvoj poslužitelja omogućio je razvoj aplikacijskog okružja i paradigme klijent-poslužitelj (engl. client-server). U ovom okružju aplikacija je podijeljena na klijent (obično na mikroračunalu) koji prikazuje podatke i djelomično ih obrađuje, dok se poslužitelj koristi kao glavna okosnica obrade i spremanja podataka.

## Korištenje
Termin poslužitelj ili server se vrlo često koristi u informacijskoj tehnologiji. Poslužitelji su obično računala koja služe za dijeljenje sadržaja te izgradnju internetskih stranica. Poslužitelji su otvoreni i preko domene (internetske adrese) ili IP adrese svatko može s bilo kojega računala pristupiti nekome poslužitelju i nekoj internetskoj stranici ili preuzeti neki sadržaj s njih.
Na poslužiteljima, ovisno o kakvim je poslužiteljima riječ, obično bude po nekoliko korisnika te poslužitelji sve njih poslužuju primajući zahtjeve i šaljući povratne baš kao i vaše računalo, samo za više korisnika istovremeno.